# 綠釉陶鍾

## 介紹
這件陶鍾造型仿自青銅器，盤口束頸，圓鼓腹，假圈足。全器施低溫綠色鉛釉，釉層不勻，局部有剝落現象；因水分滲侵入釉層，釉表局部泛現七彩銀斑。盤口外邊，頸肩相接處及器外腹各飾有弦紋，腹部兩側貼飾鋪首銜環。無論器形、釉色與裝飾特徵等皆展現出東漢時期的樣式，由考古出土的例證顯示此類作品多半出土自墓葬；腹身外壁上所刻乾隆皇帝御製詩文也透露這件作品最晚在乾隆二十四年（1759）已出土，並且輾轉流進清宮而成為皇室的典藏。

御製詩文為：
有虞合土貴質淳，冬官埏埴司陶人，不鬲不甗見此尊，入土出土幾千春，斕斑青綠周身皴，光匪外發內蘊真，乍視夏鼎商彝存，撫之體輕堅逾珉，其響清越如泗濱，乃悟陶器成神甄，苦窳髻墾非所論，燥濕弗受剝弗損，使我慕古輕華珍，穆然若見封垂倫，允宜衢設惠萬民。
 — 乾隆己卯孟秋月吉製（乾隆二十四年：1759）